# Por que o Socialismo?
Por que o Socialismo? ou Por que Socialismo? (em inglês: Why Socialism?) é um artigo escrito por Albert Einstein em maio de 1949 que apareceu na primeira edição da revista socialista Monthly Review. Demonstra simpatia política dele pelo socialismo e sua visão social do homem. Foi traduzido para o português.

## Conteúdo
De acordo com Einstein, o lucro enquanto força motora de uma sociedade capitalista somado à concorrência entre empreendedores causaria desnecessários ciclos de crescimento e recessão, estimulando o egoísmo ao invés da cooperação. Além disso, o sistema educacional de uma tal sociedade seria prejudicado seriamente pois as pessoas passariam a educar-se apenas visando progredir em suas carreiras. Isso resultaria em "indivíduos incapacitados" e na erosão da criatividade humana. A competição desenfreada em uma sociedade capitalista levaria a um enorme desperdício do trabalho, causando uma anarquia econômica, coisa que Einstein denuncia como a verdadeira fonte do "mal do capitalismo":

A anarquia econômica da sociedade capitalista como existe hoje é, na minha opinião, a verdadeira fonte do mal.
Einstein previu que em uma sociedade capitalista, os partidos políticos e os políticos seriam corrompidos por contribuições financeiras feitas pelos donos de grandes capitais e que o sistema "não pode sequer ser fiscalizado eficientemente pela sociedade política e democraticamente organizada". O texto termina com uma análise de Einstein sobre como resolver tais problemas através de uma economia planificada:

Estou convencido de que existe apenas um caminho para eliminar esses graves males, e esse é o estabelecimento de uma economia socialista, acompanhada por um sistema educacional orientado para objetivos sociais.
Einstein afirma que uma economia planificada adaptada para a produção garantiria o sustento para todos os membros da sociedade:
Em uma economia tal, os meios de produção são propriedade da própria sociedade, e utilizados de modo planejado. Uma economia planejada, que ajusta a produção às necessidades da comunidade, distribuiria o trabalho a ser feito entre todos os capazes de trabalhar, e garantiria o sustento de cada homem, mulher e criança. A educação do indivíduo, além de desenvolver suas próprias habilidades inatas, se empenharia em desenvolver nele um senso de responsabilidade por seus companheiros de humanidade, em lugar da glorificação do poder e do sucesso, como temos na sociedade atual.
Em suas palavras finais, Einstein diz que uma economia planificada ainda não é socialismo e faz um questionamento sobre a garantia de direitos ao indivíduo e contra o poder total da burocracia:
Contudo é preciso lembrar que uma economia planejada ainda não é socialismo. Uma economia planejada pode ser acompanhada por uma escravização completa do indivíduo. A realização do socialismo requer a solução de alguns problemas sociopolíticos extremamente difíceis: como é possível, em face da centralização abrangente do poder político e econômico, impedir que a burocracia se torne todo-poderosa e prepotente? Como se podem proteger os direitos do indivíduo e garantir com isso um contrapeso democrático ao poder da burocracia?

## Motivação
Sobre sua motivação para a publicação do artigo, Einstein acreditava que a revista Monthly Review seria um bom fórum para a discussão de ideias progressistas:
A clareza quanto às metas e aos problemas do socialismo é da mais alta significação em nossa era de transição. Como, na conjuntura atual, a discussão livre e sem barreiras destes problemas se tornou um grande tabu, eu considero a fundação desta revista um relevante ato de interesse público.